# (16937) 1998 FR117
A (16937) 1998 FR117 a Naprendszer kisbolygóövében található aszteroida. A LINEAR projekt keretében fedezték fel 1998. március 31-én.